# Arrowsmith (rzeka)
Arrowsmith – rzeka w Australii, w stanie Australia Zachodnia. Ma 85 km długości. Rozpoczyna swój bieg na północny zachód od miasta Three Springs i płynie w kierunku zachodnim. Uchodzi do jeziora Arrowsmith, około 5 km na wschód od wybrzeża Oceanu Indyjskiego. Została nazwana w 1839 roku przez badacza George'a Greya na cześć wybitnego angielskiego geografa i twórcy map, Johna Arrowsmitha. W 1932 roku rzeka wylała po ulewnych deszczach, co spowodowało powódź w okolicznych obszarach. Poziom zasolenia wody w rzece często przekracza 1000 mg/l z powodu dość mocno zasolonej wody ze spływów powierzchniowych, jednak potencjalne wydajności odwiertów w zlewni rzeki są dość wysokie.